# Fritz von Scholz
Friedrich Max Karl Fritz von Scholz Edler von Rarancze (Pilsen, 9 december 1896 - Narva, 28 juli 1944) was een Duitse officier en SS-Gruppenführer en Generalleutnant in de Waffen-SS tijdens de Tweede Wereldoorlog. 

## Leven
Friedrich Scholz Edler von Rarancze werd op 9 december 1896 in Pilsen geboren. Hij was de zoon van de Generalmajor der Artillerie Ferdinand Scholz Edler von Rarancze en zijn vrouw Caroline Höpfengärtner. Scholz’ vader diende tijdens de Eerste Wereldoorlog aan het Oostfront - in Boekovina in de buurt van Reransze, wat Noordoostelijk van Tsjernivtsi lag. Zijn acties tegen de Russen trokken de aandacht van keizer Frans Jozef I van Oostenrijk. Als dank hiervoor werd hij op 25 augustus 1917 in de adelstand verheven, en kreeg hij de titel ridder van Rerancze ("Edler von Rerancze"). Als gevolg hiervan veranderde de achternaam Scholz in Scholz Edler von Rerancze.
Nadat hij in juni 1914 zijn Mature in Lienz afgelegd had, trad hij in augustus 1914 in dienst van het Oostenrijks-Hongaars leger.

### Eerste Wereldoorlog
In mei 1915 werd hij bij het Feld-Kanonen-Regiment 22 ingedeeld. Aansluitend wisselde hij van onderdeel, en ging naar het Feld-Haubitzen-Regiment 3. Op 1 september 1915 werd hij bij dit onderdeel tot Leutnant (tweede luitenant) bevorderd. Hij vocht aan het Oostfront en aan het Italiaans front. In november 1917 werd Scholz tot Oberleutnant (eerste luitenant) bevorderd. Hij vervulde meerdere functies, waaronder verkennings- en  batterijofficier en als adjudant.

### Interbellum
Na de Eerste Wereldoorlog, werd Scholz uit het Oostenrijks-Hongaars leger ontslagen. Hij was van 1919 tot 1920 vrijwilliger in de Reichswehrbrigade Dessau. En nam als vrijschaar in het Studentenkompanie Köthen van het Vrijkorps Oberland van april tot juli 1920 aan gevechten in Opper-Silezië deel. Scholz volgde na de oorlog het beroep van een chemisch ingenieur in Köthen geleerd en studeerde in maart 1922 af. Hij werkte als chemisch ingenieur in Klagenfurt, München, Leipzig en in Tirol.
Op 9 oktober 1932 werd Scholz lid van de Oostenrijkse NSDAP (NSOAP), en werd het volgend jaar ook van de Sturmabteilung lid. Bij de Sturmabteilung werd hij als Zugführer (vergelijkbaar met een pelotonscommandant) ingezet. In juni 1933 verliet hij de SA weer en sloot zich bij de Schutzstaffel aan. Na de Juliputsch, was hij vanaf augustus 1934 in het SS-Hilfswerk op het terrein van het concentratiekamp Dachau werkzaam. Vanaf januari 1935 leidde hij in de rang van een SS-Obersturmführer (eerste luitenant) het Oostenrijkse bataljon van de SS-Verfügungstruppe. Op 30 januari 1936 werd Scholz tot SS-Hauptsturmführer (kapitein) bevorderd. En op 1 april 1938 werd hij tot SS-Sturmbannführer (majoor) bevorderd.

### Tweede Wereldoorlog
Tijdens het begin van de Tweede Wereldoorlog voerde hij het commando over het 2e bataljon van het SS-Regiment „Der Führer“. Na de Slag om Frankrijk, werd hij tot commandant van het SS-Grenadier-Regiment "Nordland" benoemd. Op 30 januari 1940 werd Scholz tot SS-Obersturmbannführer (luitenant-kolonel) bevorderd. In december 1940 werd hij bij het SS-Division Wiking ingedeeld, en voerde het commando over het Regiment Westland. Op 12 april 1941 trouwde Scholz met de dochter van de industrieel Anton Mühling. Vanaf april 1941 vocht hij in Rusland, en voerde daarna hij het SS-Regiment „Nordland“ aan. Op 1 oktober 1941 werd Scholz tot SS-Oberführer in de Waffen-SS bevorderd. Op 22 november 1941 werd hij met het Duitse Kruis in goud onderscheiden.
Eind juni 1941 veroverde de divisie Wiking die aan de Heeresgruppe Süd gekoppeld was, Ternopil in Galicië. Op 18 januari 1942 werd Scholz met het Ridderkruis van het IJzeren Kruis onderscheiden. In januari en februari 1943 voerde Scholz het commando over de 1e SS-Infanteriebrigade, deze was aan de Heeresgruppe Mitte (Legergroep Midden) gekoppeld, en de 2e SS-Infanteriebrigade die hoofdzakelijk uit Letse vrijwilligers bestond, en aan de Heeresgruppe Nord (Legergroep Noord) gekoppeld was. Van 1 mei 1943 tot 27 juli 1944 was Scholz commandant van de nieuwe divisie 11. SS-Freiwilligen-Panzergrenadier-Division Nordland. De divisie en werd naar Kroatië overgeplaatst, en zag vooral actie tegen de Joegoslavische partizanen. In januari 1944 was de divisie naar het Oranienbaum-front in de buurt van Leningrad verplaatst, en werd aan de III. (germanisches) SS-Panzerkorps van de Heeresgruppe Nord gekoppeld. De divisie trok zich naar Narva terug, en nam aan de Slag om het Narva bruggenhoofd deel. Op 12 maart 1944 werd Scholz voor zijn leiderschaps prestaties met het Eikenloof bij zijn Ridderkruis van het IJzeren Kruis onderscheiden. Einde juli 1944 na de start van Operatie Bagration, en de ineenstorting van de Heeresgruppe Mitte, trok het korps zich achter de  rivier de Narva terug. Op 20 april 1944 werd hij tot Generalleutnant in de Waffen-SS bevorderd. Op 27 juli 1944 raakte Scholz tijdens een Russische tankaanval (andere bron vermeld: doodsoorzaak, artilleriespervuur) zwaar gewond, en overleed de volgende dag in een veldhospitaal. Nog een andere bron vermeld: overleden op 28 augustus 1944 aan boord van een Lazerettzug onderweg naar het Kriegslazerett Wesenberg, ten westen van Narva. Op 8 augustus 1944 werd hem postuum de Zwaarden bij het Ridderkruis van het IJzeren Kruis met Eikenloof verleend.

## Carrière
Scholz bekleedde verschillende rangen in zowel de Allgemeine-SS als Waffen-SS. De volgende tabel laat zien dat de bevorderingen niet synchroon liepen.
| Datum                                              | k.u.k. Heer        | Sturmabteilung | Allgemeine-SS       | Waffen-SS                              |
| -------------------------------------------------- | ------------------ | -------------- | ------------------- | -------------------------------------- |
| 1 oktober 1914                                     | Kriegsfreiwilliger | —              | —                   | —                                      |
| 1 mei 1915                                         | Kadett             | —              | —                   | —                                      |
| 1 september 1915                                   | Leutnant           | —              | —                   | —                                      |
| 1 november 1917                                    | Oberleutnant       | —              | —                   | —                                      |
| 9/10 oktober 1932                                  | —                  | SA-Mann        | —                   | —                                      |
| 10 juni 1933                                       | —                  | —              | SS-Anwärter         | —                                      |
| 21 december 1933 (met ingang van 24 december 1933) | —                  | —              | SS-Mann             | —                                      |
| 21 december 1933 (met ingang van 24 december 1933) | —                  | —              | SS-Scharführer      | —                                      |
| 2 februari 1934 (met ingang van 27 januari 1934)   | —                  | —              | SS-Oberscharführer  | —                                      |
| 20 april 1934                                      | —                  | —              | SS-Truppführer      | —                                      |
| 3 juli 1934 (met ingang van 1 juli 1934)           | —                  | —              | SS-Obertruppführer  | —                                      |
| 21 augustus 1934                                   | —                  | —              | SS-Untersturmführer | —                                      |
| 31 januari 1935 (met ingang van 30 januari 1935)   | —                  | —              | SS-Obersturmführer  | —                                      |
| 29 januari 1936 (met ingang van 30 januari 1936)   | —                  | —              | SS-Hauptsturmführer | —                                      |
| 16 juni 1938 (met ingang van 1 april 1938)         | —                  | —              | SS-Sturmbannführer  | —                                      |
| 30 januari 1940                                    | —                  | —              | —                   | SS-Obersturmbannführer in de Waffen-SS |
| 30 januari 1941                                    | —                  | —              | —                   | SS-Standartenführer in de Waffen-SS    |
| 1 oktober 1941                                     | —                  | —              | —                   | SS-Oberführer in de Waffen-SS          |
| 21 december 1942                                   | —                  | —              | SS-Brigadeführer    | Generalmajor in de Waffen-SS           |
| 20 april 1944                                      | —                  | —              | SS-Gruppenführer    | Generalleutnant in de Waffen-SS        |

## Lidmaatschapsnummers
- NSDAP-nr.: 1 304 071 (lid geworden 9 oktober 1932[1][4])
- SS-nr.: 135 638[9] (lid geworden 10 juni 1933[1][12])

## Onderscheidingen
Selectie:
- Ridderkruis van het IJzeren Kruis met Eikenloof, Zwaarden (nr.85) op 8 augustus 1944[6] als SS-Gruppenführer en Generalleutnant in de Waffen-SS en Commandant van het 11. SS-Freiwilligen-Panzergrenadier-Division Nordland (Postuum)[4][10][10][12][14][16][15]
- Ridderkruis van het IJzeren Kruis met Eikenloof (nr.423) op 12 maart 1944[6] als SS-Brigadeführer en Generalmajor in de Waffen-SS en Commandant van het 11. SS-Freiwilligen-Panzergrenadier-Division Nordland/III. (germanisches) SS-Panzerkorps/Heeresgruppe Nord[4][10][12][14][16][15]
- Ridderkruis van het IJzeren Kruis (nr.818) op 18 januari 1942[6] als SS-Oberführer en Commandant van het SS-Infanterie-Regiment „Nordland“/SS-Division „Wiking“/XIV.Armee-Korps/1. Panzer-Armee/Heeresgruppe Süd[4][10][12][14][16][15]
- Duitse Kruis in goud op 22 november 1941[6] als Commandant van het SS Infanterie Regiment (mot.) Nordland/Wiking[4][14][15]
- IJzeren Kruis 1939, 1e Klasse[12] (29 mei 1940[1][4][10]) en 2e Klasse[12] (17 mei 1940[1][4][10])
- Gewondeninsigne 1939 in zwart[4][10][14][15]
- Signum Laudis in zilver[1][15] en brons[1][15] met Zwaarden[4]
- Medaille voor Dapperheid (Oostenrijk-Hongarije) in goud[1] in 1918[4][15]
- Karel-Troepen-Kruis[4][15]
- Erekruis voor Frontstrijders in de Wereldoorlog in 1935[4][15]
- Storminsigne van de Infanterie in zilver
- Orde van het Vrijheidskruis (Finland), 2e Klasse[14] met Zwaarden[10] op 16 juni 1942[4][15]
- Ehrendegen des Reichsführers-SS[13] in 1936[15]